# ناحیه اتکینسون، شهرستان هنری، ایلینوی
ناحیه اتکینسون (به انگلیسی: Atkinson Township) یک منطقهٔ مسکونی در ایالات متحده آمریکا است که در شهرستان هنری، ایلینوی واقع شده‌است. ناحیه اتکینسون ۱۸۵ متر بالاتر از سطح دریا واقع شده‌است.